# Le Voyage (film, 1992)
Pour les articles homonymes, voir Le Voyage.
Pour plus de détails, voir Fiche technique et Distribution.
Le Voyage (espagnol : El viaje) est un film argentin réalisé par Fernando Solanas, sorti en 1992. Il est sélectionné en compétition officielle lors du Festival de Cannes 1992.

## Synopsis
Le jeune Martin vit à Ushuaïa, dans la Terre de Feu, avec sa mère, divorcée, et le nouveau mari de cette dernière qu'il ne supporte pas. Il rêve de quitter sa ville, son école à la discipline oppressante, pour retrouver son père, dessinateur de bande dessinée, dont il a rarement des nouvelles et qui vit au Brésil avec sa nouvelle compagne Janaina. Il décide de partir à vélo vers le Nord. 
Son voyage lui fera faire de nombreuses découvertes et rencontres surprenantes. Une partie de la Patagonie a été vendue par le président argentin Rana ("grenouille") à des Anglo-Saxons et a été rebaptisée "New Patagonia". La région de Buenos Aires est inondée, il y retrouve sa grand-mère qui s'obstine à rester dans sa maison envahie par les eaux. Une partie de la Bolivie est devenue un désert de sable. A plusieurs reprises, il croise une mystérieuse jeune fille muette en robe rouge. 
A Cuzco, Martin se fait voler son vélo et doit poursuivre son voyage en train à travers l'Amazonie. Arrivé au Brésil, il apprend que son père s'est séparé de sa compagne et est parti pour le Mexique. N'ayant plus d'argent, il doit effectuer un travail éreintant dans une mine. Il traverse ensuite le Venezuela et la Colombie, sauve sa peau de justesse lorsqu'il rencontre des bandits, et finit par arriver dans le sud du Mexique, à Oaxaca. Il y retrouve son père qui se déplace dans un curieux véhicule orné d'un gigantesque serpent à plumes. 
Tout au long de son voyage, les rencontres de Martin le confrontent au tragique de la situation de l'Amérique latine, à la condition des Indiens et des Noirs descendants d'esclaves, au poids de la dette extérieure, à la sujétion des gouvernements envers les États-Unis ("Organisation des Pays Agenouillés"), dans une atmosphère onirique où la réalité absurde se mêle aux fantasmes du héros. 

## Fiche technique
- Titre : Le voyage
- Titre original : El viaje
- Réalisation et scénario : Fernando Solanas
- Photographie : Félix Monti
- Musique : Egberto Gismonti, Astor Piazzola, Fernando Solanas
- Montage : Alberto Borello, Jacqueline Meppiel
- Sociétés de production : Instituto Mexicano de Cinematografia, Films A2, Les films du Sud
- Pays de production :  Argentine
- Langues originales : espagnol, portugais
- Format : couleur - 1,85:1
- Genre : drame
- Durée : 140 minutes
- Dates de sortie : 
  - Argentine : 30 avril 1992
  - France : 13 octobre 1993

## Distribution
- Walter Quiroz : Martin
- Soledad Alfaro : Vidala
- Ricardo Bartis : Monitor
- Christina Becerra : Violeta
- Marc Berman : Nicolas
- Dominique Sanda : Helena
- Chiquinho Brandão : Paizinho
- Franklin Caicedo : Rower
- Carlos Carella : Tito The Hopegiver
- Ângela Correa : Janaina
- Liliana Flores : Wayta
- Juana Hidalgo : Amalia Nunca
- Justo Martínez : Faustino
- Kiko Mendive -: Americo Inconcluso
- Francisco Nápoli : Raul
- Fito Páez : Pablo

## Accueil

### Distinctions
Le film fait partie de la sélection officielle du Festival de Cannes 1992, où il reçoit le Grand Prix de la Commission Supérieure Technique. 

### Accueil critique
Le critique du Monde estime que "les redites sont nombreuses, la démonstration prend parfois le pas sur le cinéma, mais la fulgurance de certaines images (le Machu Picchu, la mine d'or), la verve satirique de Solanas, son attention aux êtres et aux lieux maintiennent le film à flot". Dans son Guide des Films, Jean Tulard écrit : "Il s'agit donc d'un voyage initiatique où l'auteur entend retrouver l'identité culturelle de ces populations opprimées ; il le fait à la manière d'une bande dessinée où se côtoient, en un récit picaresque et foisonnant, l'ironie, le grotesque et la réflexion politique".